# Bianca Bianchini
Bianca Bianchini (Morbegno, 9 novembre 1951) è una politica italiana, sindaco di Sondrio dal 2003 al 2007.

## Biografia
Figlia di Giovanni e Olga Spini, è nata a Morbegno in Valtellina e si è trasferita in giovane età a Sondrio dove il padre era maestro elementare. Studia nel capoluogo per poi trasferirsi a Milano dove nel 1974 si laurea in pedagogia. Madre di due figli, è stata funzionario nella regione Lombardia e dirigente prima del Comune di Sondrio e poi della Provincia. Sostenuta da una coalizione di centro-destra viene eletta, prima donna in carica, sindaco della città di Sondrio nel 2003.